# Vladislav Fabjančič
Vladislav Fabjančič, slovenski arhivar, publicist in politik, * 19. maj 1894, Bučka, † 17. junij 1950, Ljubljana.

## Življenje in delo
Vladislav Fabjančič, brat novelista Milana Fabjančiča, se je rodil kot otrok Franca in Marije (rojena Gregorin). Leta 1912 je končal gimnazijo v Ljubljani, nato študiral na filozofski fakulteti na Dunaju, v Beogradu, Ženevi in Fribourgu, kjer je diplomiral. Ob prelomu leta 1912/1913 je delal v uredništvu mesečnika Preporod, zanj ustvarjal in bil zelo aktiven preporodovec. V začetku julija 1914 je bil prostovoljec v srbski vojski, bil ranjen v bitki na Ceru, nato je delal na srbskem zunanjem ministrstvu v Ženevi. Po koncu vojne je bil član jugoslovanske mirovne delegacije v Ženevi in Parizu, nazadnje pa je bil odpoklican zaradi obtožbe, da je komunist.
Udeležil se je vukovarskega kongresa KPJ in bil do decembra 1920 urednik Rdečega praporja ter bil na listi KPJ izvoljen za poslanca v beograjski parlament. Po sprejetju zakona o zaščiti države je pobegnil v Italijo, od tam v Švico, Avstrijo in Nemčijo. Spomladi 1922 se je vrnil v Ljubljano. 1. maja 1923 se je zaposlil v arhivu na magistratu v Ljubljani in se umaknil iz političnega življenja. Opravljal je še funkcijo predsednika Zveze vojnih dobrovoljcev (1925–1928) ter za Jutro pisal članke o zunanji politiki.